# Ратуша Джорджтауна
Ратуша Джорджтауна (англ. Georgetown City Hall) — здание XIX века, построенное в стиле неоготика, расположенное на углу Риджент-стрит и проспекта Республики в Джорджтауне, Гайана. Здание было спроектировано архитектором Игнатиусом Скоулзом в 1887 году, а строительство окончено в июне 1889 года. В здании располагаются офисы мэра, городского совета и городского инженера.
Ратуша Джорджтауна часто описывается как «самое живописное строение» и «самое красивое здание» в городе, а также как «один из лучших примеров готической архитектуры на Карибах». В 1995 году правительство Гайаны предложило ратушу Джорджтауна для включения в список объектов всемирного наследия ЮНЕСКО. Здание было включено в предварительный список памятников как один из лучших примеров готической архитектуры на Карибах, а в 2014 году — в список всемирного наблюдения за памятниками архитектуры (англ. World Monuments Watch).

## История
В 1854 году началось планирование строительства ратуши в Джорджтауне, вскоре после образования городского совета в 1837 году. Первоначально советники предлагали расположить здание напротив Стабрукского рынка или на углу «Church Street» и «Main Street» (где сейчас расположена Национальная библиотека Гайаны).
22 ноября 1886 года городской совет одобрил предложение о строительстве ратуши и был сформирован комитет во главе с мэром для надзора за проектированием здания. Вскоре после этого мэр Джордж Андерсон Форшоу выбрал место, где сейчас находится здание. Комитет собрался 17 марта 1887 года и к нему присоединился Сезар Кастеллани (архитектор многих выдающихся зданий в Джорджтауне). Члены комитета выбрали дизайн под названием «Damus Pitimusque Vicissim» (латинская фраза, означающая «Даём и надеемся получить»), Игнатиуса Скоулза — архитектора, который спроектировал несколько церквей в Европе. Скоулз был награжден суммой в 50 долларов США, от которой отказался. Строительный контракт был передан компании «Sprostons and Sons of the La Penitence Woodworking Company».
23 декабря 1887 года губернатор Генри Тёрнер Ирвинг заложил первый камень в здание будущей ратуши. Первый камень был заложен в северо-восточном углу главного строения вместе со стеклянной банкой, в которой были оригинальные документы, относящимися к зданию; копии ведущих газет Британской Гвианы того времени — «The Royal Gazette», «The Argosy» и «The Daily Chronicle»; портрет королевы Виктории и несколько монет. Церемония основания сопровождалась присутствием милиции. Строительство ратуши было завершено в июне 1889 года. Полная стоимость здания, включая покупку земли, составила 54 826,62 долларов США.
Ратуша была официально открыта 1 июля 1889 года губернатором Вискаунтом Горманстоном. Архиепископ Британской Гвианы Уильям Пирси Остин благословил сооружение. Мэр зачитал обращение к губернатору, губернатор официально поздравил Совет с проделанной работой и объявил здание открытым. Комитет разослал 400 приглашений самым выдающимся людям Гайаны на церемонию открытия и многие из них присутствовали на мероприятии. Вечером того же дня здание было открыто для публики. Было выпущено 6000 билетов, но, по оценкам, около 8000 человек прошли через здание во время вечернего мероприятия. Публичное мероприятие продолжалось до 21:30 и включало в себя выступления милиции и португальцев.
В 1891 году Джорджтаунская пожарная бригада разместилась на первом этаже здания. Вскоре после этого городской совет приобрёл землю между ратушей и Верховным судом. В 1896 году на этой земле были построены: пожарная станция, конюшни для лошадей и резиденция сержанта-майора, отвечающего за пожарную бригаду стоимостью 6500 долларов США. В этих зданиях, которые с тех пор были изменены и расширены, теперь располагаются офисы городского инженера, мэра и его сотрудников.
В 1995 году правительство Гайаны включило ратушу в список из 13 национальных памятников в предложение включить Джорджтаун в список объектов всемирного наследия ЮНЕСКО. Другие позиции в списке включали: Государственный дом, Музей антропологии Уолтера Рота, Собор Святого Георгия, Святой Андрью Кирк и Стабрукский рынок. Ратуша была включена в список наблюдения за памятниками World Monuments Watch.
С годами ратуша постепенно пришла в упадок, в обществе звучали многочисленные призывы к её реконструкции. В июне 2011 года мэр Гамильтон Грин объявил, что на реконструкцию здания будут перечислены 20 миллионов долларов США. 5 миллионов долларов было потрачено на покупку и установку новых окон. Тем не менее, в 2012 году проект реконструкции, как сообщалось, «был заморожен». В 2020 году здание окончательно обветшало, фундамент подвергся разрушениям из-за интенсивного движения большегрузных автомобилей, значительный ущерб нанесла непогода. Был создан целевой фонд для финансирование проекта реставрации и спасения исторического здания.

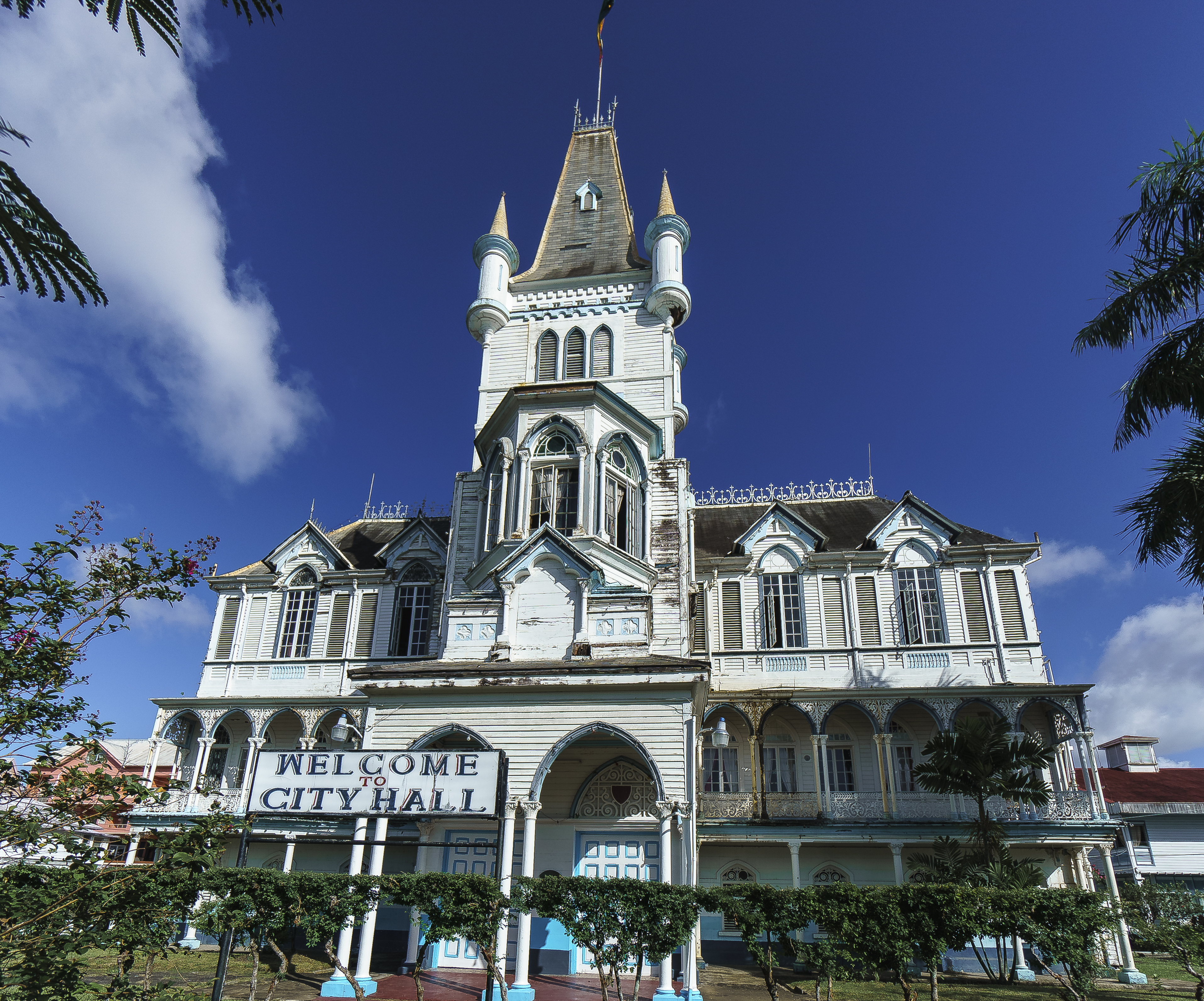
Ратуша Джорджтауна

## Архитектурный дизайн
Ратуша Джорджтауна является примером архитектуры готического возрождения. Построен из дерева, имеет три этажа и прямоугольную форму. Башня, одна из самых заметных частей здания, увенчана квадратным, пирамидальным шпилем с плоским верхом и коваными зубцами по периметру вершины апекса. Шпиль окружен коническими колоннами. У здания есть балочная крыша (особенность средневековой готической архитектуры в Англии), а лестница из красного дерева махагони соединяет первый и второй этажи здания. Здание имеет длину 27,1 метра, ширину 17,4 метра и высоту 29,3 метра.

## Использование
Помимо офисов мэра, городского совета и городского инженера, в ратуше Джорджтауна находится концертный зал, который является одним из основных мест для проведения концертов в городе. В числе музыкантов, которые выступали в концертном зале мэрии: Филармонический оркестр Британской Гвианы, Рэй Лак (пианист Гайаны), мужской хор полиции, который провёл свой первый концерт в этом здании.